# جون وليامز (لاعب كرة قدم أمريكية)
جون وليامز (بالإنجليزية: John Williams)‏ هو لاعب كرة قدم أمريكية أمريكي، ولد في 26 أكتوبر 1960 في مسكيغون في الولايات المتحدة.

## وصلات خارجية
- جون وليامز على موقع مرجع كرة القدم المحترفة.كوم (الإنجليزية)